# Andreas Brecht von Brechtenberg
Andreas Brecht von Brechtenberg (n. 20 martie 1805, Mediaș – d. 18 august 1842, Budapesta) a fost un poet de limbă germană din Transilvania.
În cercurile maghiare, numele său apărea ca Brechtenberg András (Brecht András).
A studiat teologie și geografie la Viena. În perioada 1830 - 1840 a fost profesor la gimnaziul din Mediaș. În 1840 pleacă la Budapesta.
Brecht a scris, pe lîngă poezii, și piese de teatru (comedii), care încă nu au fost publicate.

## Scrieri
- 1828 - Schmetterling. Taschenbuch auf Reisen und Spaziergängen, Kassa
- 1829 - Tausend und eine Grille über verschiedene Gegenstände, Kaschau
- 1834 - Lyrisch-didaktisches Blumenkränzchen, Hermannstadt
- 1834 - Lyrisch-didaktisches Blumenkränzchen, Nagyszeben
- 1835 - Das Lied von der Pfarrerin. Parodie auf Schillers Lied von der Glocke, Nagyszeben
- 1836 - Willkommen oder Festgedicht bei der Ankunft sr. kön. Hoheit des Erzh. Ferdinand von Oesterreich Este im Jahre 1836, Nagyszeben
- 1837 - Sonnenblumen, Nagyszeben
- 1837 - Herbstlieder, Brassó
- 1838 - Gedankenblitze oder Stegreif-Dichtungen, Kronstadt
- 1839 - Christian Heyser's Todtenfeyer. Trauercanzone in dramatischer Form, Brassó
- 1840 - National-Palladium der Ungarn und Erinnerung an Pesth und Ofen in dreissig poetischen Bildern, Pest
- 1841 - Das Lied vom «Männerherzen» Humor, Gedicht, Buda
- 1842 - Thränen des Schmerzes am Sarge Ihrer k. k. Hoheit der Erzh. Hermine, Buda

1. 1 2  Brecht von Brechtenberg, Andreas (BLKÖ)[*] Verificați valoarea |titlelink= (ajutor)